# Цетнерович, Павел Владиславович
Павел Владиславович Цетнерович (23 декабря 1894 — 6 октября 1963) — советский актёр, театральный режиссёр.

## Биография
В 1917 году окончил Физико-математический факультет Московского университета. В 1917—1918 гг. — актёр Никольского театра. С 1918 г. — актёр Советского городского театра (Иркутск). В 1921—1922 гг. — художественный руководитель вновь организованного Иркутского театра.
В 1922 г. поступил в ГИТИС на курс В. Э. Мейерхольда. В 1922—1932 гг. — режиссёр-лаборант в театре Вс. Мейерхольда. С 1932 г. — в Реалистическом театре. В 1934—1937 гг. — в Центральном театре Красной Армии, одновременно ставил спектакли в театре имени ЛОСПС и в Московском ТЮЗе («Адвокат Патлен», «Матрос и школяр» и др.). В 1937—1941 гг. поставил спектакли в Московском театре для детей, в Центральном театре Транспорта. В 1941—1945 гг. — в Новосибирском ТЮЗе. В 1946—1957 гг. — главный режиссёр Московского ТЮЗа. В начале 1960-х годов ставил спектакли в Липецке, Пскове, Горьком.

### Семья
Супруга - Руфина Вячеславовна Виноградова - артистка Новосибирского ТЮЗа.
Сын — Илья (род. 19.10.1937, Москва) — кинорежиссёр.

## Театральные постановки
| Год       | Спектакль          | Автор                           | Театр                  | Примечание              |
| --------- | ------------------ | ------------------------------- | ---------------------- | ----------------------- |
| 1921-1922 | Потоп              | Ю. Бергер                       | Иркутский театр        |                         |
| 1921-1922 | Ученик дьявола     | Б. Шоу                          | Иркутский театр        |                         |
| 1921-1922 | Принцесса Турандот | К. Гоцци                        | Иркутский театр        |                         |
| 1932-1933 | Мать               | по М. Горькому                  | Реалистический театр   | режиссёр Н. П. Охлопков |
|           | Комедия ошибок     | У. Шекспир                      | Новосибирский ТЮЗ      |                         |
|           | Хозяйка гостиницы  | К. Гольдони                     | Новосибирский ТЮЗ      |                         |
| 1946      | Лёнушка            | Л. М. Леонов                    | Московский театр драмы |                         |
| 1947      | Двенадцать месяцев | С. Я. Маршак                    | Московский ТЮЗ         |                         |
| 1947      | Начало пути        | В. А. Любимова                  | Московский ТЮЗ         |                         |
| 1948      | Гастелло           | И. В. Шток                      | Московский ТЮЗ         |                         |
| 1949      | Аттестат зрелости  | Л. Б. Гераскина                 | Московский ТЮЗ         |                         |
| 1950      | Суворовцы          | Рысс, Моторин                   | Московский ТЮЗ         |                         |
| 1952      | Павлик Морозов     | В. Г. Губарев                   | Московский ТЮЗ         |                         |
| 1953      | Гимназисты         | К. А. Тренев                    | Московский ТЮЗ         |                         |
| 1949      | Право на счастье   | Л. Б. Гераскина                 | Московский ТЮЗ         |                         |
| 1960      | И один в поле воин | по роману Ю. П. Дольд-Михайлика | Псковский театр        |                         |
| 1961      | Отелло             | У. Шекспир                      | Липецкий театр         |                         |
| 1962      | Лиса и виноград    | Г. Фигейреду                    | Горьковский театр      |                         |

## Награды
- Заслуженный артист РСФСР (16 мая 1945)
- Заслуженный деятель искусств РСФСР (12 июня 1954)